# TSV Eintracht Immenbeck
Der TSV Eintracht Immenbeck ist ein deutscher Sportverein mit Sitz in Immenbeck, einem Stadtteil der niedersächsischen Stadt Buxtehude im Landkreis Stade. Die erste Frauenfußballmannschaft spielte von 2010 bis 2014 in der drittklassigen Regionalliga Nord.

## Geschichte
Der Verein wurde im Jahr 1926 gegründet.
Im Gründungsjahr 1926 verzeichnete der Verein 40 Mitglieder, 1928 100 Mitglieder und 1933 50. Wilhelm Marquardt der Ältere wurde bei der Vereinsgründung 1926 zum ersten Vorsitzenden des TSV Eintracht Immenbeck gewählt, 1927 übernahm Wilhelm Marquardt der Jüngere das Amt bis 1935.
1947 erfolgte ein Neustart, 1948 hatte der Verein schon wieder 134 Mitglieder. Seit 1970 werden mit der Auszeichnung Bestmann/Bestfrau jedes Jahr Männer, Frauen oder Gruppen geehrt, die sich besonders um den TSV Eintracht Immenbeck verdient gemacht haben. 1976 feierte der TSV das 50-jährige Vereinsjubiläum mit 450 Mitgliedern und war damals noch Mitglied im Kreissportbund Harburg-Land. Seit dem 1. Juli 1978 ist der Verein dem KSB Stade angeschlossen. Im Jahr 2000 erreichte Immenbeck mit 1188 eine Rekordmitgliederzahl. 2001 erfolgte im Badminton der Wechsel vom Hamburger in den Niedersächsischen Badmintonverband. Ebenso schlossen sich die Abteilungen des Buxtehuder SV und TSV Eintracht Immenbeck zu einer Spielgemeinschaft zusammen und bestreiten seitdem die Punktspiele gemeinsam.
2023 hatte der Verein 700 Mitglieder.

## Fußball

### Frauen
Die Mannschaft spielte in der Saison 2001/02 in der Landesliga und belegte mit 46 Punkten den ersten Platz. Damit stieg sie als Meister in die Niedersachsenliga West auf und hielt dort eine Saison lang die Klasse. In der Saison 2007/08 nahm die erste Mannschaft nicht mehr am Spielbetrieb teil und wurde durch die zweite Mannschaft in der Bezirksoberliga ersetzt, wo sie mit 53 Punkten am Ende der darauffolgenden Spielzeit die Meisterschaft holte. Zur Spielrunde 2009/10 kehrte die Mannschaft in die inzwischen Oberliga Niedersachsen genannte Liga zurück und schloss diese mit 64 Punkten erneut auf dem ersten Platz ab. In der Aufstiegsrunde zur Regionalliga Nord gelang ein 3:0-Sieg über den ATSV Scharmbeckstotel, der zum Aufstieg in die drittklassige Liga führte.
Mit 48 Punkten schloss die Mannschaft die Saison 2010/11 mit dem zweiten Platz ab. Einige Jahre gelangen Spitzenplätze, jedoch folgte nach der Spielzeit 2013/14 der Abstieg.
Nach nur einem Punkt über einem Abstiegsplatz in der Landesliga Lüneburg in der Saison 2014/15 folgte ein Jahr später erneut der Abstieg in die Bezirksliga Lüneburg. Mit 60 Punkten als Meister folgte nach einem Jahr der direkte Wiederaufstieg, aber in der folgenden Spielzeit 2016/2017 erneut der Abstieg in die Bezirksliga, dem 2018/2019 nach einmal ein Abstieg folgte. Als Folge wurden alle Mannschaften der Sparte Frauenfußball im Erwachsenenbereich (außer einer Ü30-Mannschaft) vom Spielbetrieb zurückgezogen.
Im Jugendbereich besteht mit dem VSV Hedendorf/Neukloster heute aber noch eine Zusammenarbeit in Form der JFV Buxtehude.

### Männer
Die erste Mannschaft der Männer spielt seit der Saison 2016/17 in der Bezirksliga Lüneburg.
Die zweite Mannschaft spielt in der Kreisliga Stade, die dritte in der 2. Kreisklasse Stade.